# Adónios Pepanós
Antonios Pepanos (en grec moderne : Αντώνηος Πεπανός), né en 1866 à Patras, est un nageur grec. 
Il remporte une médaille d'argent olympique dans l'épreuve de 500 m nage libre aux Jeux olympiques d'été de 1896 à Athènes.